# Tomoka Takeuchi
Tomoka Takeuchi (竹内 智香, Takeuchi Tomoka), née le 21 décembre 1983 à Asahikawa, est une snowboardeuse japonaise spécialisée dans les épreuves de slalom parallèle et de slalom géant parallèle.

## Carrière
Elle débute en Coupe du monde en janvier 2001 à Kronplatz, et participe dès l'année suivante à ses premiers Jeux olympiques. En 2005, la snowboardeuse prend la troisième place du slalom géant parallèle à Sapporo puis remporte sa première victoire en Coupe du monde à Carezza en 2012. Takeuchi remporte la médaille d'argent du slalom géant parallèle aux Jeux olympiques d'hiver de 2014. Dans la même discipline, elle est médaillée de bronze aux Mondiaux 2015.

## Palmarès

### Jeux olympiques
| Édition/Discipline        | Slalom géant parallèle | Slalom parallèle                 |
| JO de Salt Lake City 2002 | 22e                    | Épreuve inexistante à cette date |
| JO de Turin 2006          | 9e                     | Épreuve inexistante à cette date |
| JO de Vancouver 2010      | 13e                    | Épreuve inexistante à cette date |
| JO de Sotchi 2014         | Argent                 | 14e                              |

### Championnats du monde
- 8 participations depuis 2001.
- Meilleur résultat : Médaille de bronze du slalom géant parallèle en 2015.

### Coupe du monde
- Meilleur classement du parallèle : 3e en 2009.
- Meilleur classement en slalom géant parallèle : 2e en 2014.
- 14 podiums en dont 1 victoire.